# Симмондс, Кеннеди
Ке́ннеди Альфо́нс Си́ммондс (англ. Kennedy Alphonse Simmonds; род. 12 апреля 1936, Бастер) — политический деятель, первый Премьер-министр независимого Сент-Китса и Невиса с 1983 по 1995 год.

## Биография
Окончил медицинский факультет Университета Вест-Индии (на Ямайке, годы учёбы 1955—1962).
Несколько лет стажировался в медицинских учреждениях на Ямайке, Багамах и в США. В 1964—1980 годах занимался частной врачебной практикой на Сент-Кристофере, Ангилье, в США (1968—69) и на родине анестезиолог.
В 1965 году стал одним из основателей партии Движение народного действия (People’s Action Movement, PAM). В 1965—1976 годах первый вице-президент партии, с 1976 — её президент.
С января 1979 депутат парламента (стал первым более чем за четверть века не-лейбористом, победившим на выборах в Сент-Китсе).
После победы коалиции его партии и Реформистской партии Невиса на всеобщих выборах в феврале 1980 года (с перевесом в 1 депутатское место), с 21 февраля возглавил правительство. Сумел преодолеть сепаратистские настроения на о. Невис, высказавшемся с 98 % голосов за отделение от Сен-Китса (что ранее проделала Ангилья).
Новое правительство взяло курс на укрепление федерации и скорейшее достижение независимости от Британии.
19 сентября 1983 года стал первым премьер-министром Сент-Китса и Невиса, когда двух-островная федерация обрела независимость.
Под его руководством государство заняло лидирующие позиции по экономическому росту и развитию во всём регионе Латинской Америки и Карибского бассейна.
Одновременно был министром иностранных дел, внутренних дел, министром торговли, развития и промышленности, а с 1984 года ещё и министром финансов.
После поражения на выборах 1995 года перешёл в оппозицию. В 2000 году оставил пост лидера партии и ушёл из активной политики, вернувшись к врачебной практике.
Почётный доктор философских наук университета Южной Флориды.
В 2004 году стал рыцарем-командором рыцаря Ордена Святого Михаила и Святого Георгия. В 2015 году стал пятым и первым живущим человеком, которого Национальное собрание назвало Национальным героем страны. С 2019 — почётный доктор Университета Вест-Индии.
В 2021 году выпустил автобиографию «The Making of a National Hero».